# Васькова (Орловская область)
Васькова — деревня в Болховском районе Орловской области. Входит в состав Однолуцкого сельского поселения. Население — 46 чел. (2010).

## География
Васькова находится в северной части Орловской области, в лесостепной зоне. Уличная сеть представлена одним объектом: Центральная улица.

## Население
| 2010 |
| ---- |
| 46   |

## Предприятия
- ЗАО Болховский сыродельный завод